# Calodiscidae
A Calodiscidae a háromkaréjú ősrákok (Trilobita) osztályának az Agnostida rendjéhez, ezen belül az Eodiscina alrendjéhez tartozó család.

## Rendszerezés
A családba az alábbi nemek tartoznak:
- Calodiscus - szinonimák: Goniodiscus, Brevidiscus
  - Calodiscus lobatus - szinonimák: Calodiscus lakei, Calodiscus korolevi
- Chelediscus
- Korobovia
- Neocobboldia
- Pseudocobboldia
- Sinodiscus